# Сиверс, Мария Яковлевна фон
Мари́я Я́ковлевна фон Си́верс, в замужестве Ште́йнер (нем. Maria Iakovlevna von Sivers; Marie Steiner; 14 марта 1867, Влоцлавек, уездный город Варшавской губернии — 27 декабря 1948; Беатенберг, Швейцария) — российская дворянка немецко-балтийских корней; самая ближайшая соратница философа-антропософа Рудольфа Штейнера, его вторая жена (1914). Сыграла значительную роль в становлении «Теософского эзотерического общества Германии и Австрии» (Берлин, 1902) — немецкого отделения всемирного Теософского общества, а позднее также штейнеровского Антропософского общества (1913). После смерти мужа (1925) занималась сохранением и публикацией его творческого наследия посредством собственного издательского дома.

## Биография
Мария фон Сиверс — третий ребёнок в семье лифляндского дворянина, русского генерал-лейтенанта Якова Фёдоровича фон Сиверс (урожд. Якоб Карл фон Сиверс; 1813—1882) и лютеранки Каролины Баум (13.6.1834; Архангельск — 1912; Мюнхен), сочетавшихся браком в Санкт-Петербурге в 1854 году. Семья была многодетной: старше Марии — братья Владимир и Джеймс, и младше — брат Яков (17.02.1869—1931), сестра Ольга (1874—1917), брат Фёдор (1880—1915).
Мария росла в окружении славянской культуры. В 1874 году отца перевели по службе в Ригу, семья последовала за ним. Через два года генерал уволился из армии, и они смогли поселиться в Санкт-Петербурге. Кроме родного немецкого языка, Мария овладела русским, французским и английским языками. Солидное образование получила в частной петербургской школе «Институт Фельдмана». Марии было 15 лет, когда умер её отец. В 17 лет, в день вербного воскресенья она прошла обряд миропомазания в петербургской церкви Святого Михаила (1884). После частной школы занималась в лицее, чтобы получить диплом учительницы. Начала преподавать в школе для рабочих-немцев, но сорвала себе голос; последовала операция на горле. Сопровождала мать в двух длительных поездках за рубеж: в 1884 и в 1888 годах посетила Берлин, Вену, Швейцарию и Италию. Планам учёбы в университете воспротивилась её семья. Тогда она поселилась в деревне, в новгородском имении, недавно купленном её старшим братом Джеймсом. Обучала крестьянских детей грамоте в организованной ей воскресной школе. Внезапная смерть брата, страдавшего слабым здоровьем, принудила её вернуться в Санкт-Петербург. Уехала в Париж на двухлетнюю учёбу в консерватории, также брала уроки искусства декламации в школе престарелой актрисы мадам Фавар.
Вернувшись в Петербург, сыграла главную роль в театральной праздничной постановке драмы «Марии Стюарт» Шиллера (30 октября 1897). После восторженного отклика публики, и подталкиваемая дружеским энтузиазмом Марии фон Штраух-Шпеттини, актрисы немецкой труппы Михайловского театра, задалась целью стать драматической актрисой. Семья настаивала на построении карьеры за границей. В 1898 году Шпеттини повезла её в Берлин, на прослушивание к директору театра им. Шиллера. Однако завышенные требования к моде и косметике охладили пыл Марии насчёт классического театра. Будучи в поисках нового, модернистского, более идеального театра, познакомилась с необычными пьесами французского эльзасца Эдуарда Шюре: под общим заглавием «Théâtre de l’âme» (Театр души; пьесы «Les enfants de Lucifer», 1900; «La sœur Gardienne», 1900; и др.) они печатались в 1900—1902 годах. Шюре увлекался эзотерикой, и был более известен как автор книги «Великие посвящённые» («Les grands initiés»; 1889). Знакомство с Шюре, над переводами пьес которого она трудилась, и слушание лекций Рудольфа Штейнера (Берлин; 1900) в зале берлинской секции Теософского общества подтолкнули Марию к вступлению в само общество.
После преобразования берлинской секции в «Теософское эзотерическое общество Германии и Австрии» (немецкое отделение Теософского общества; Берлин, 1902), руководимое Р. Штейнером, Марии была вверена административная работа и библиотека (20 сент. 1902). Из сотрудника Мария фактически превратилась в первого духовного ученика Штейнера. Он питал к Марии самое искреннее доверие, вылившееся в завещание Марии всего его творчества (документ-завещание от 1907 года). Мария занималась организацией проводившихся по всей Европе конференций, а также подготовкой рукописей и расшифрованных стенографий штейнеровских лекций к печати. Вместе они издавали ревю «Люцифер», а затем «Гнозис Люцифера», где в 1904—1905 годы печатались статьи, составившие книгу «Как достигнуть познания высших миров?» (GA 10; другое название — «Посвящение [инициация]»). Из-за трудностей с издателями, Мария с Джоанной Мюке (Johanna Mücke; 1864—1949) открыли собственное «Философско-теософическое издательство» на улице Моцштрассе Берлина. В 1913 году, после выхода антропософов из Теософского общества и образования их собственного учреждения, издательство сменило название на «Философско-антропософское». В Антропософском обществе Мария была на посту директора руководящего Комитета.
Мария, интересовавшаяся сценическим искусством и искусством речи, способствовала созданию Штейнером четырёх пьес — «драм-мистерий», а также искусства эвритмии (познания законов перемещения воздуха, лежащих в основе вербальности). Кроме организации конгрессов общества, Мария занималась театральными постановками — инсценировались пьесы Шюре и Штейнера, и была задействована в главных ролях. Чтобы положить конец сплетням в Обществе и недоумениям обывателей, часто возникавшим, когда они вместе проживали во временно снятых домах, Штейнер и Мария фон Сиверс обвенчались на рождество 1914 года. В общей сложности их сотрудничество по становлению антропософского движения длилось 23 года, вплоть до смерти Штейнера 30 марта 1925 года.

## Издания
Статьи Марии фон Сиверс, а также предисловия, написанные ей к книгам статей и лекций Рудольфа Штейнера, были изданы двумя сборниками в издательстве «Rudolf Steiner Verlag» под названием «Антропософия Рудольфа Штейнера» (на нем. яз.; Дорнах; 1967 и 1974). Её письма и документы выпущены отдельным изданием там же в 1981 году.